# Butterfield (Misuri)
Butterfield es una villa ubicada en el condado de Barry en el estado estadounidense de Misuri. En el Censo de 2010 tenía una población de 470 habitantes y una densidad poblacional de 391,94 personas por km².

## Geografía
Butterfield se encuentra ubicada en las coordenadas 36°44′46″N 93°54′14″O / 36.74611, -93.90389. Según la Oficina del Censo de los Estados Unidos, Butterfield tiene una superficie total de 1.2 km², de la cual 1.2 km² corresponden a tierra firme y (0%) 0 km² es agua.

## Demografía
Según el censo de 2010, había 470 personas residiendo en Butterfield. La densidad de población era de 391,94 hab./km². De los 470 habitantes, Butterfield estaba compuesto por el 79.36% blancos, el 0.21% eran afroamericanos, el 1.7% eran amerindios, el 1.91% eran asiáticos, el 0% eran isleños del Pacífico, el 13.4% eran de otras razas y el 3.4% pertenecían a dos o más razas. Del total de la población el 26.81% eran hispanos o latinos de cualquier raza.